# Vincenzo Lizzi
Vincenzo Lizzi (ur. 30 stycznia 1996) − włoski bokser kategorii półśredniej, młodzieżowy mistrz Europy oraz brązowy medalista młodzieżowych igrzysk olimpijskich z 2014.

## Kariera amatorska
W sierpniu 2014 zdobył brązowy medal na młodzieżowych igrzyskach olimpijskich w kategorii półśredniej. Swoją półfinałową walkę przegrał wyraźnie na punkty z Juanem Solano, ale wraz z innym półfinałowym przegranym walczył o brązowy medal i zdobył go, wygrywając wyraźnie na punkty. 
W październiku 2014 został mistrzem Europy w kategorii półśredniej, wygrywając wszystkie pięć walk na tym turnieju. W finale pokonał Irlandczyka Johna Joyce’a.